# Camp de Saliers
Le camp de Saliers, situé sur la commune d'Arles, dans les Bouches-du-Rhône, à proximité du village de Saliers, est un camp d'internement réservé aux nomades créé par le régime de Vichy (voir Camps d'internement de « nomades » en France).

## Histoire
Le 6 avril 1940, un décret pris juste avant la percée des troupes allemandes, déclare que "la circulation des nomades est interdite sur la totalité du territoire métropolitain pour la durée de la guerre" (art.1). Cette mesure s’accompagne de l’obligation de "résider sous la surveillance de la police" dans une localité "fixée pour chaque département par arrêté du préfet" (art. 2).  
En France, la situation se dégrade rapidement à partir de l’instauration des régimes racistes déclarés : occupation nazie sur la moitié nord et la côte atlantique, gouvernement de Vichy dans la moitié sud, en zone dite « libre ». 
En zone occupée, les autorités allemandes décident de prendre les mêmes dispositions qu'en Allemagne, en regroupant les nomades dans des camps. L’État français collabore et se charge de les appliquer. En octobre 1941, environ 3 100 nomades sont internés dans quinze camps en zone occupée. 
En 1940, les nomades expulsés d'Alsace-Lorraine par les Allemands sont dirigés vers la zone Sud. Certains sont assignés à résidence dans le Rhône, d'autres sont internés par le gouvernement de Vichy dans des camps créés en 1939, appelés « camps de concentration », puis « camps de séjour surveillé » parmi les réfugiés espagnols, les réfugiés allemands anti-nazis, les Juifs étrangers et les communistes. Vichy les interne d'abord au camp d'Argelès-sur-Mer, puis à Barcarès et à Rivesaltes.  
La décision de construire un camp spécial pour les nomades à Saliers est prise le 25 mars 1942. Le Service social des Étrangers est chargé de sa réalisation. Le 27 novembre, un premier convoi de 299 nomades en provenance de Rivesaltes, arrive à Saliers. Ce sont ces premiers internés qui termineront les travaux de construction du camp. 
En tout, près de 700 nomades y sont internés entre 1942 et 1944, et vingt-cinq personnes y sont mortes de faim et d'incurie. Le 17 août 1944, après avoir été mitraillé par l'aviation anglo-américaine, le camp se vide de ses internés, qui s'enfuient. Il est officiellement fermé le 15 octobre 1944. par un arrêté préfectoral des Bouches-du-Rhône.  
Abandonné pendant une dizaine d'années, Le camp sert en 1952 de décor au film de Henri-Georges Clouzot, le Salaire de la peur. Quelques aménagements donnent au site l'apparence d'un village mexicain pour les besoins du film. Une fois le tournage terminé, l'équipe de production démonte les décors et démolit les bâtiments. Le terrain retourne ensuite à la riziculture tandis que les décombres servent à consolider les remblais et les chemins alentour. En 2000, ne subsistaient plus que les traces de l'entrée principale et d'une entrée latérale. 
Un mémorial a cependant été dressé dans la ville d'Arles le 2 février 2006 en présence du sous-préfet d'Arles, de Claude Vulpian, maire de Saint-Martin-de-Crau, représentant le président du Conseil général, de Michel Vauzelle président du Conseil régional, d'Hervé Schiavetti maire d'Arles et Nicolas Koukas adjoint au maire, adjoint au Devoir de mémoire, en présence également du député maire du XVe arrondissement de Marseille, Frédéric Dutoit et de la cheville ouvrière de tout ce travail, Georges Carlevan, président de l'Association pour un musée de la Résistance et de la Déportation du Pays d'Arles ainsi que des diverses associations qui œuvrent pour la reconnaissance du génocide des Tsiganes. À l'heure actuelle, ce mémorial est le seul de ce type en France. En effet, dans d'autres lieux d'anciens camps, des plaques commémoratives ont été posées, mais à Saliers c'est un monument qui a été inauguré.